# Palmerston North
Palmerston North is een stad op het Noordereiland van Nieuw-Zeeland in de regio Manawatu-Wanganui en telt 77.600 inwoners (2005).

## Naam
De stad heette eerst Palmerston, naar de derde burggraaf van Palmerston, Henry John Temple, een ex-premier van Groot-Brittannië. "North" werd toegevoegd in 1871 om onderscheid aan te geven met de Palmerston op het Zuidereiland. De lokale bevolking noemt de stad vaak Palmy.
De stad ligt ongeveer 140 kilometer ten noorden van de hoofdstad, Wellington, midden in de Manawatu Plains, en nabij de rivier de Manawatu. Het ligt 35 kilometer vanaf de monding van de rivier, en 12 kilometer vanaf het begin van de Manawatu Gorge. De stad is een belangrijk verkeersknooppunt, zowel voor weg- als railverkeer.
De binnenstad is georganiseerd rondom The Square, een klein park midden in de stad. De wegen daaromheen lopen parallel en loodrecht op elkaar. Het park bevat het oorlogsmonument, een klokkentoren en een aantal van de bijzondere beelden waar de stad bekend om staat.
De stad heeft een universiteit, de Massey University, die vrijwel een eigen stadje vormt ten zuiden van de Manawatu. Het vliegveld ligt ten noorden van de stad nabij Milson.

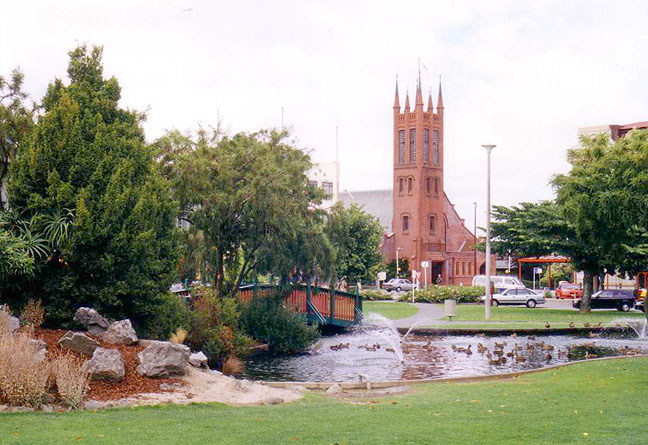
The Square, Palmerston North

## Geboren
- Warren Cole (1940), roeier
- Tim Wilkinson (1978), golfer
- Shane Dobbin (1980), skeeleraar, marathon- en langebaanschaatser
- Kayla Whitelock (1985), hockeyster
- Simon van Velthooven (1988), baanwielrenner
- Brendon Hartley (1989), autocoureur
- Nick Wilson (1990), hockeyer
- Levi Sherwood (1991), motorcrosser
- Joel Yates (1997), wielrenner
- Campbell Stewart (1998), wielrenner